# Back in Black
Back in Black  (з англ. Повернення в жалобі) — студійний альбом австралійського хардрок гурту AC/DC, презентований 25 липня 1980 року. Шостий міжнародний і сьомий випущений в Австралії альбом AC/DC. Дана робота стала першим релізом гурту без вокаліста Бона Скотта, який загинув 19 лютого 1980 року. Також він є другим альбомом гурту, продюсером якого є Роберт Ланж. Альбом було записано у студіях Compass Point Studios (Нассау, Багамські острови) і Electric Lady Studios (Нью-Йорк, США).

## Про альбом
Смерть вокаліста Бона Скотта застала групу під час роботи над цим альбомом. Після того як Браян Джонсон прийшов на заміну Скотту, альбом був повністю перероблений. Таким чином, Back in Black став першим альбомом, записаним з вокалістом Браяном Джонсоном. Народилися пісні «Hells Bells», «Have a Drink on Me», а також заголовний трек «Back In Black». Обкладинка альбому була зроблена майже повністю чорною, на згадку про Бона Скотта.
Альбом було перероблено і повторно випущено — у 1997 році у Bonfire і в 2003 році у AC/DC Remasters.
На сьогоднішній день цей альбом є третім в історії гурту у списку найбільш продаваних у світі альбомів.

## Список композицій
Всі пісні написані Ангусом Янгом, Малькольмом Янгом і Браяном Джонсоном
| Сторона А | Сторона А                        | Сторона А  |
| #         | Назва                            | Тривалість |
| --------- | -------------------------------- | ---------- |
| 1.        | «Hells Bells»                    | 5:10       |
| 2.        | «Shoot to Thrill»                | 5:17       |
| 3.        | «What Do You Do for Money Honey» | 3:33       |
| 4.        | «Given the Dog a Bone»           | 3:30       |
| 5.        | «Let Me Put My Love Into You»    | 4:16       |

| Сторона Б | Сторона Б                             | Сторона Б  |
| #         | Назва                                 | Тривалість |
| --------- | ------------------------------------- | ---------- |
| 1.        | «Back in Black»                       | 4:14       |
| 2.        | «You Shook Me All Night Long»         | 3:30       |
| 3.        | «Have a Drink on Me»                  | 3:57       |
| 4.        | «Shake a Leg»                         | 4:06       |
| 5.        | «Rock and Roll Ain't Noise Pollution» | 4:15       |

## Музиканти
- Браян Джонсон — вокал
- Ангус Янг — електрогітара
- Малколм Янг — ритм-гітара, беквокал
- Кліфф Вільямс — бас-гітара, бек-вокал
- Філ Радд — барабани

## Позиції в чартах
| Рік  | Країна          | Чарт                                      | Позиція |
| ---- | --------------- | ----------------------------------------- | ------- |
| 1981 | Австралія       | Australian Kent Music Report Albums Chart | 1       |
| 2010 | Австралія       | Australian Albums Chart                   | 44      |
| 1980 | США             | Billboard 200                             | 4       |
| 1980 | Велика Британія | UK Albums Chart                           | 1       |
| 1980 | Швеція          | Sverigetopplistan                         | 12      |
| 1980 | Нідерланди      | Mega Album Top 100                        | 27      |
| 1980 | Нова Зеландія   | New Zealand Albums Chart                  | 24      |
| 2003 | Швеція          | Swiss Albums Chart                        | 36      |
| 1980 | Австралія       | Austrian Albums Chart                     | 6       |
| 2011 | Франція         | French Albums Chart                       | 130     |
| 2007 | Фінляндія       | Suomen virallinen lista                   | 9       |
| 1980 | Норвегія        | VG-lista                                  | 8       |
| 2005 | Іспанія         | Spanish Albums Chart                      | 33      |
| 2008 | Данія           | Tracklisten Album Top-40                  | 27      |

## Продажі и сертифікація
| Країна          | Продажі    | Статус         |
| --------------- | ---------- | -------------- |
| США             | 22,000,000 | 2x Діамантовий |
| Велика Британія | 100,000    | Золотий        |
| Канада          | 1,000,000  | Діамантовий    |
| Німеччина       | 400,000    | 2х Платиновий  |